# 聖羅薩德奧科帕區

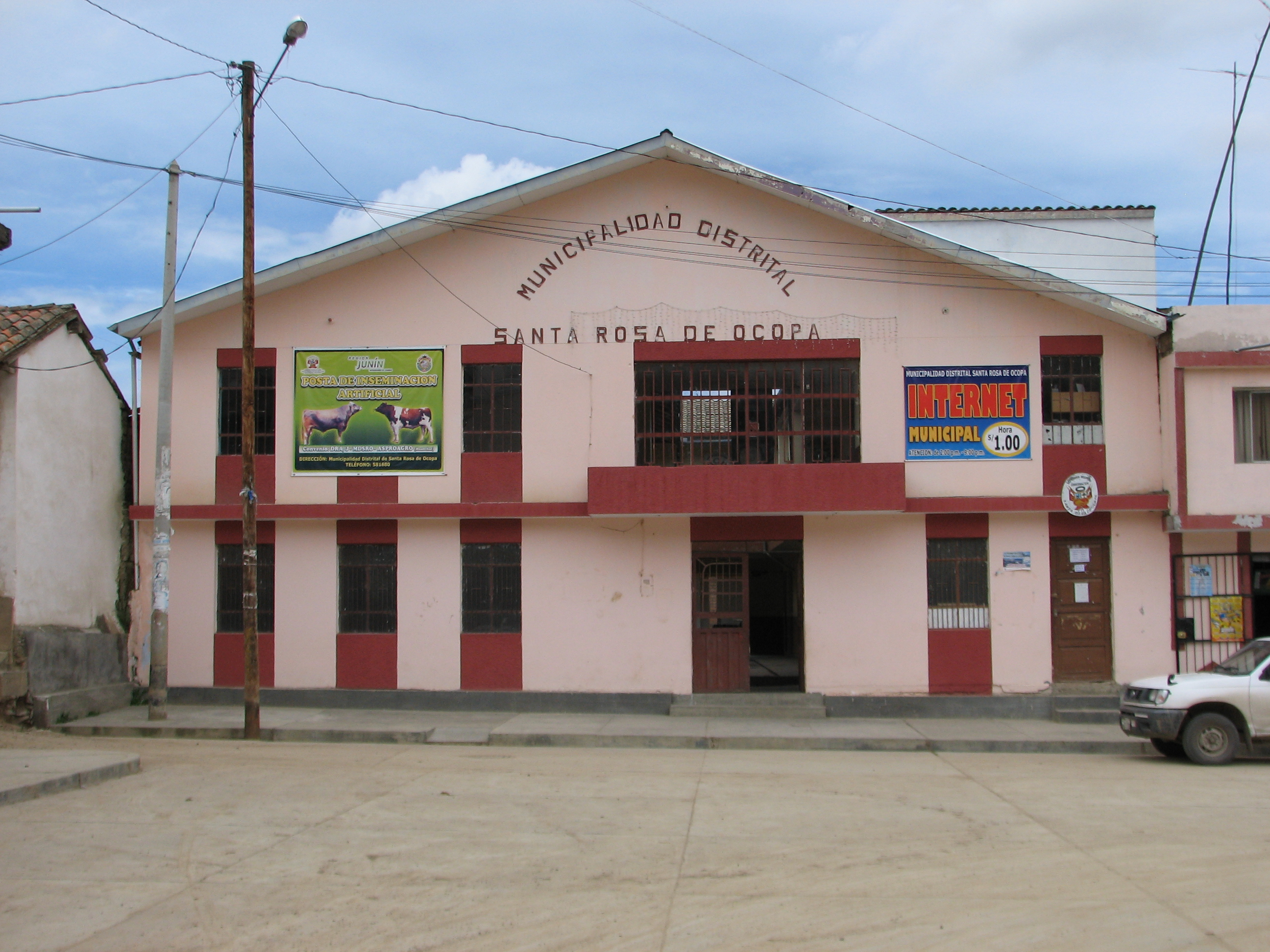

聖羅薩德奧科帕區（西班牙語：Distrito de Santa Rosa de Ocopa），是秘魯的一個區，位於該國中部胡寧大區的康塞普西翁省，始建於1921年8月29日，面積13.91平方公里，海拔高度3,376米，2005年人口2,079，人口密度每平方公里150人。